# NGC 2247
NGC 2247 је рефлексиона маглина у сазвежђу Једнорог која се налази на NGC листи објеката дубоког неба.
Деклинација објекта је + 10° 19' 18" а ректасцензија 6h 33m 5,1s. Привидна величина (магнитуда) објекта NGC 2247 износи 4,8. NGC 2247 је још познат и под ознакама LBN 901.